# Janowice (województwo pomorskie)
Janowice (kaszb. Wieldżé Janowice lub też Janojce, niem. Groß Jannewitz) – osada kaszubska w Polsce położona w województwie pomorskim, w powiecie lęborskim, w gminie Nowa Wieś Lęborska. 
Wieś jest częścią składową sołectwa Janowiczki.
W latach 1975–1998 miejscowość administracyjnie należała do województwa słupskiego.

## Zabytki
Według rejestru zabytków NID na listę zabytków wpisany jest neogotycki kościół filialny pw. św. Józefa, 2 poł. XIX, nr rej.: A-1664 z 8.06.1998.
W 1961 r. zabytkowe wyposażenie z miejscowego kościoła poewangelickiego przeniesiono do Wierzchucina. 
Istnieje do dziś dworek barokowy zbudowany w XVIII wieku przez feldmarszałka Natzmera. Był on wielokrotnie przebudowywany, aż do lat 60 XX wieku. W otoczeniu park z klasycystyczną kaplicą grobową.
Na terenie wsi znajduje się stary ewangelicki cmentarz grzebalny, od 70 lat nieczynny, przekazany w administrację tutejszej parafii.  W 2020 doszło do dewastacji tego cmentarza pod pretekstem porządkowania terenu.

## Historia
Najstarsza informacja źródłowa pochodzi z roku 1354 z aktu nadania. Właścicielami osady byli długo Janowicze, później także rodzina Czapskich